# Franz Teyber
Franz Teyber (ochrzczony 25 sierpnia 1758 w Wiedniu, zm. 21 lub 22 października 1810 tamże) – austriacki kompozytor i organista.

## Życiorys
Brat śpiewaczki Elisabeth Teyber. Muzyki uczył się w Wiedniu u ojca, następnie był uczniem Georga Christopha Wagenseila. Na początku lat 80. XVIII wieku podróżował po krajach niemieckich i Szwajcarii, w 1786 roku został członkiem trupy teatralnej Emanuela Schikanedera. W następnych latach działał w Karlsruhe (1788–1789), Kolonii (1791–1793), Ratyzbonie, Augsburgu i Bernie (1796–1798). Po powrocie do Wiednia związany był z Theater an der Wien (1801–1805) i Leopoldstädter Theater (1807–1810). W 1809 roku został organistą w katedrze św. Szczepana, a w 1810 roku organistą nadwornym.
Trzon jego dorobku kompozytorskiego stanowią dzieła sceniczne, utrzymane przeważnie w lekkim charakterze. Był doskonałym instrumentalistą, porównywano go pod tym względem do Johanna Georga Albrechtsbergera. Największym powodzeniem cieszyła się jego wielka opera heroiczna Alexander, wystawiona w 1801 roku na uroczystości otwarcia Theater an der Wien. Ponadto był autorem m.in. opery Laura Rosetti (wyst. Bratysława 1785), opery komicznej Die Dorfdeputierten (wyst. Wiedeń 1785), singspieli Abelheid von Veltheim (wyst. Karlsruhe 1788), Fernando und Jariko oder Die Indianer (wyst. Wiedeń 1789), Der Schlaftrunk (wyst. Wiedeń 1801), Der Neuigkeitskrämer oder Der Telegraph (wyst. Wiedeń 1802), Pfändung und Personalarrest (wyst. Wiedeń 1803), pantomim Andrassek und Jurassek (wyst. Wiedeń 1807), Der bezauberte Blumenstrauss (wyst. Wiedeń 1809), Der lebendige Postillonstiefel oder Die Luftreise des Arlequin und der Columbina (wyst. Wiedeń 1810), pisał też utwory kameralne, utwory organowe i kompozycje religijne.